# Sierck-les-Bains
Pour les articles homonymes, voir Sierck (homonymie).
« Sierck » redirige ici. Pour les articles homophones, voir CIRC et Cirque.
Sierck-les-Bains [siʁk.le.bɛ̃] est une commune française  du département de la Moselle, en région Grand Est.
Les habitants sont appelés les Sierckois en français et les Sierker en luxembourgeois (Siirker en platt).

## Géographie

### Localisation
Bourg lorrain et chef-lieu du pays de Sierck, le territoire communal est au nord frontalier du Luxembourg ainsi que proche de la frontière franco-allemande située au nord-est.

### Géologie et relief
Hydrogéologie et climatologie : Système d’information pour la gestion des eaux souterraines du bassin Rhin-Meuse :
Territoire communal : Occupation du sol (Corinne Land Cover) ; Cours d'eau (BD Carthage),
Géologie : Carte géologique ; Coupes géologiques et techniques,
 Hydrogéologie : Masses d'eau souterraine ; BD Lisa ; Cartes piézométriques.

### Sismicité
Zone de sismicité : très faible

### Climat
Pour des articles plus généraux, voir Climat du Grand Est et Climat de la Moselle.
En 2010, le climat de la commune est de type climat de montagne, selon une étude du Centre national de la recherche scientifique s'appuyant sur une série de données couvrant la période 1971-2000. En 2020, Météo-France publie une typologie des climats de la France métropolitaine dans laquelle la commune est exposée à un climat semi-continental et est dans la région climatique  Lorraine, plateau de Langres, Morvan, caractérisée par un hiver rude (1,5 °C), des vents modérés et des brouillards fréquents en automne et hiver. 
Pour la période 1971-2000, la température annuelle moyenne est de 9,5 °C, avec une amplitude thermique annuelle de 16,9 °C. Le cumul annuel moyen de précipitations est de 800 mm, avec 12,5 jours de précipitations en janvier et 9 jours en juillet. Pour la période 1991-2020, la température moyenne annuelle observée sur la station météorologique de Météo-France la plus proche, « Malancourt », sur la commune d'Amnéville à 26 km à vol d'oiseau, est de 10,2 °C et le cumul annuel moyen de précipitations est de 884,1 mm. 
La température maximale relevée sur cette station est de 39,3 °C, atteinte le 25 juillet 2019 ; la température minimale est de −17,9 °C, atteinte le 5 janvier 1985,,. 
Les paramètres climatiques de la commune ont été estimés pour le milieu du siècle (2041-2070) selon différents scénarios d'émission de gaz à effet de serre à partir des nouvelles projections climatiques de référence DRIAS-2020. Ils sont consultables sur un site dédié publié par Météo-France en novembre 2022.

### Voies de communications et transports

#### Voies routières
Sierck est notamment desservie par la RD 656 (ancienne RN 856) et RD 654 (ancienne RN 53bis).

#### Transports en commun
- Fluo Grand Est.

##### SNCF

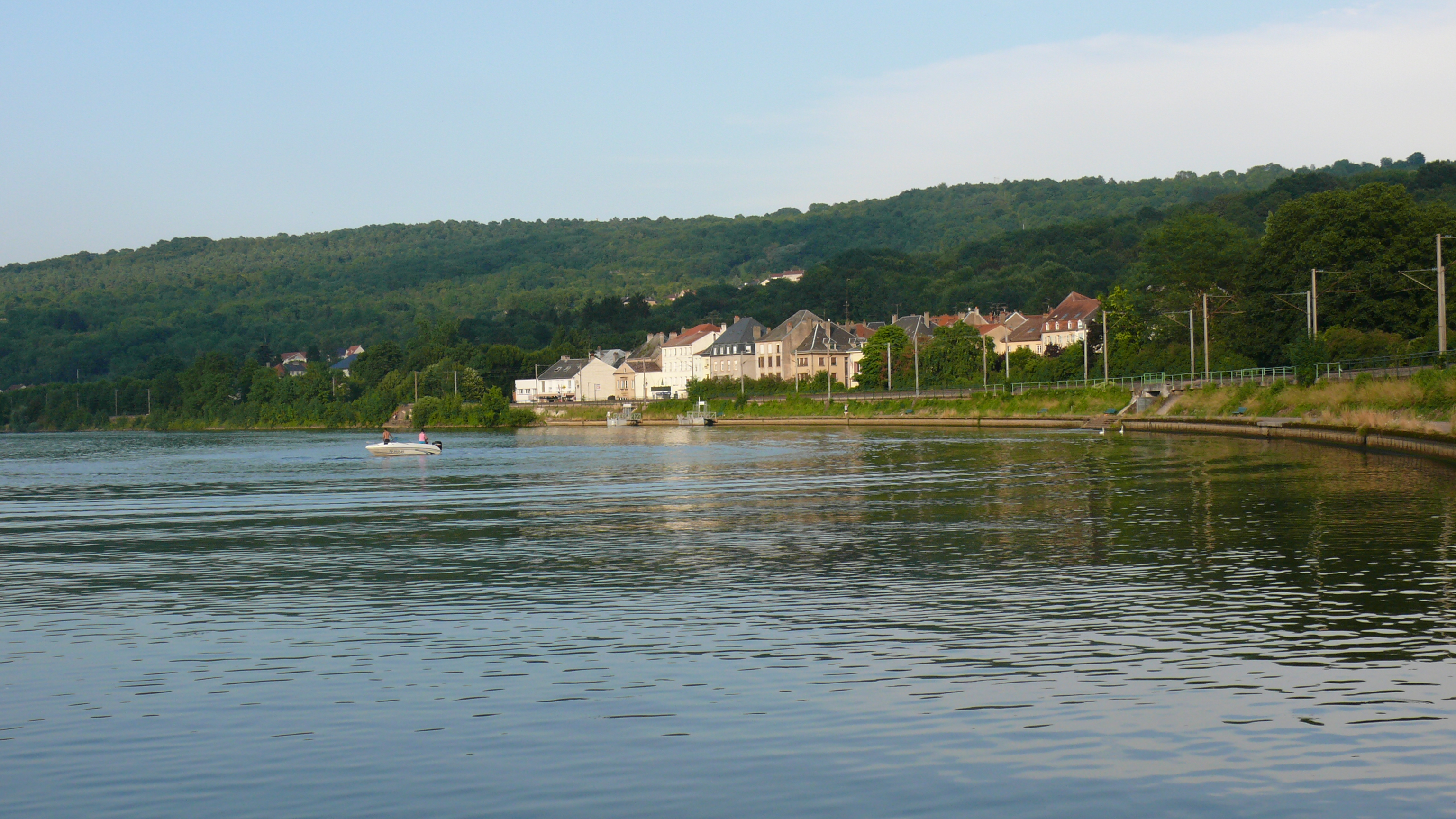
La ligne de chemin de fer longe la Moselle.
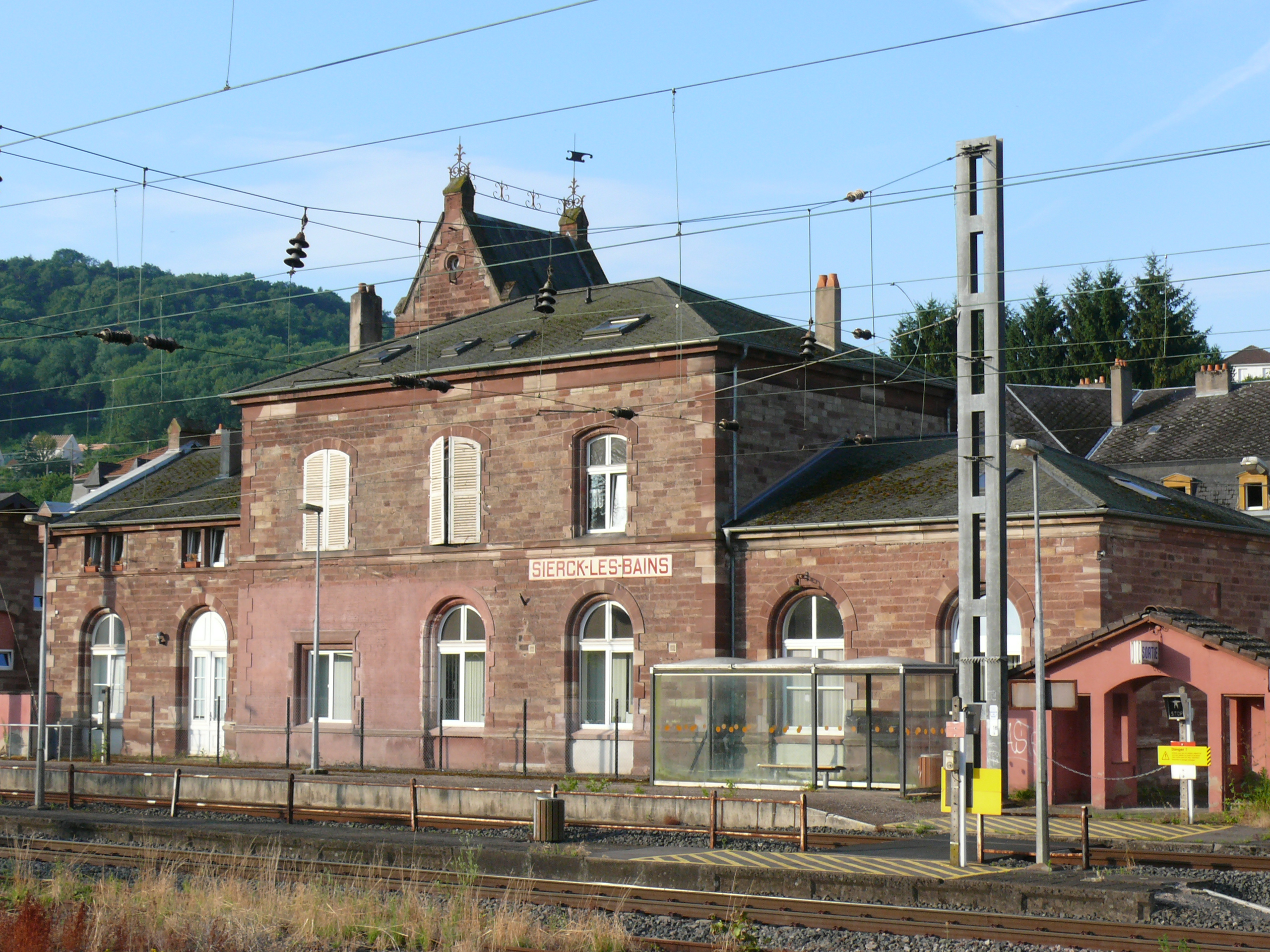
Intérieur de la gare.
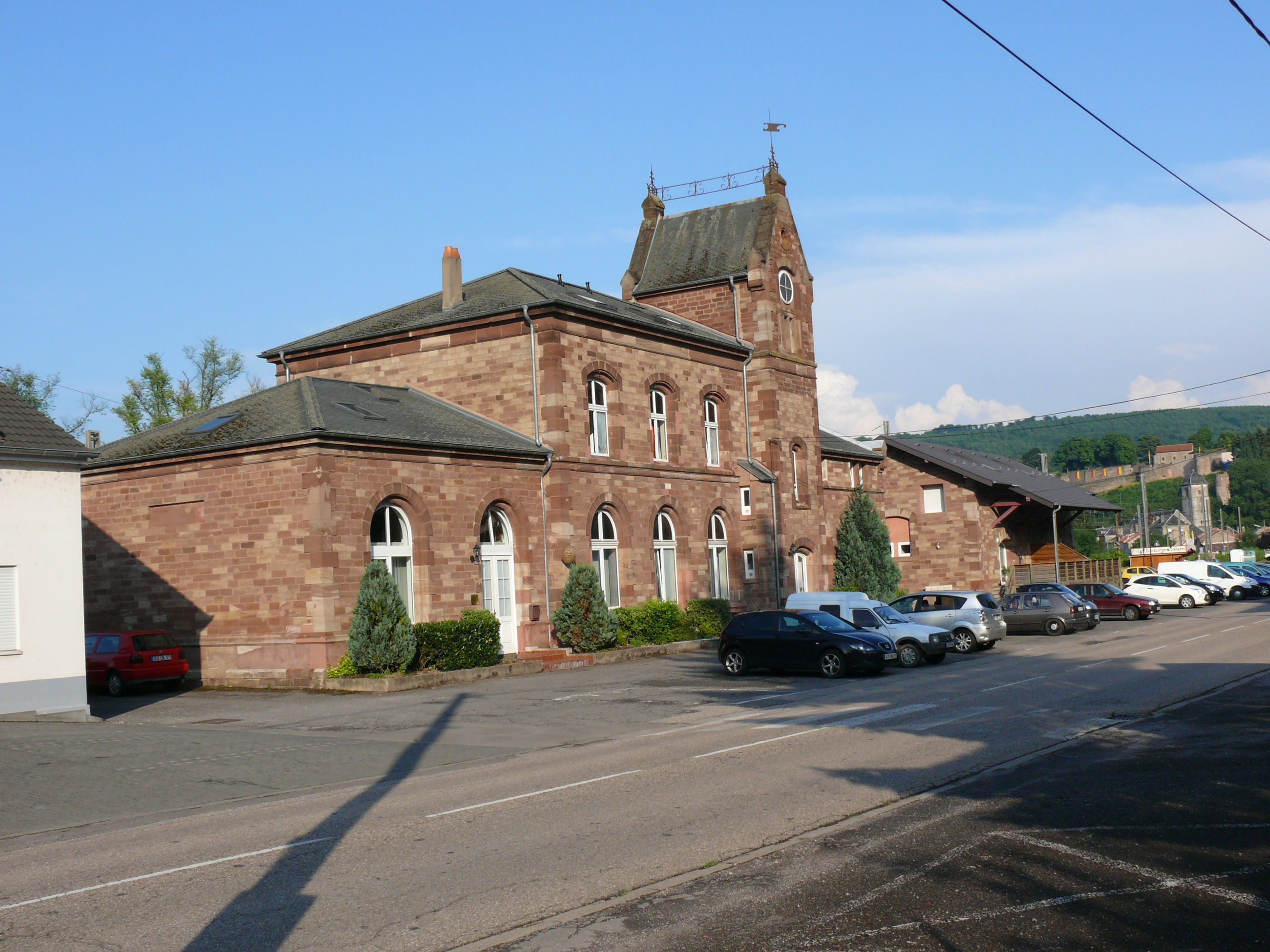
Façade de la gare.

La commune est traversée, le long de la Moselle, par la ligne de chemin de fer de Thionville à Apach, qui assure l'une des connexions entre les réseaux français et allemands. La ligne et la gare ne sont desservies que les week-ends, à raison de deux trains par jour dans chaque sens, entre Metz et Trèves.

### Communes limitrophes
| Contz-les-Bains | Schengen (Luxembourg) | Apach     |
| Rettel          | Sierck-les-Bains      | Rustroff  |
|                 | Kerling-lès-Sierck    | Montenach |

### Hydrographie et les eaux souterraines
La commune est située dans le bassin versant du Rhin au sein du bassin Rhin-Meuse. Elle est drainée par la Moselle et le ruisseau de Montenach.
La Moselle, d’une longueur totale de 560 kilomètres, dont 315 kilomètres en France, prend sa source dans le massif des Vosges au col de Bussang et se jette dans le Rhin à Coblence en Allemagne.
Le Montenach, d'une longueur totale de 15,5 km, prend sa source dans la commune de Manderen-Ritzing et se jette  dans la Moselle sur la commune, après avoir traversé six communes.

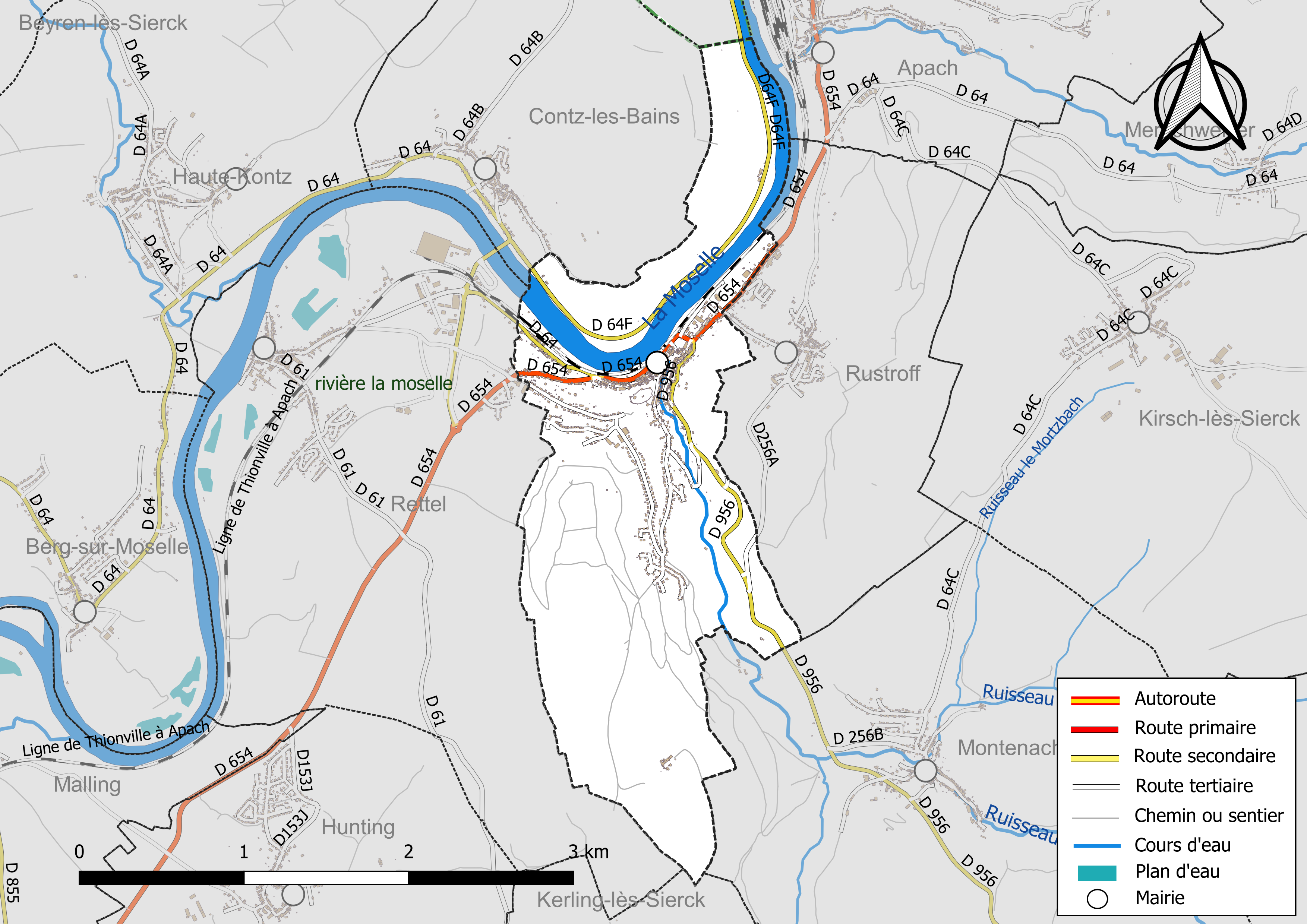
Réseaux hydrographique et routier de Sierck-les-Bains.

La qualité de la Moselle et du ruisseau de Montenach peut être consultée sur un site dédié géré par les agences de l’eau et l’Agence française pour la biodiversité. Ainsi en 2020, dernière année d'évaluation disponible en 2022, l'état écologique de la Moselle était jugé moyen (jaune).

## Urbanisme

### Typologie
Au 1er janvier 2024, Sierck-les-Bains est catégorisée petite ville, selon la nouvelle grille communale de densité à sept niveaux définie par l'Insee en 2022.
Elle appartient à l'unité urbaine de Perl (ALL)-Sierck-les-Bains (partie française), une agglomération internationale regroupant cinq  communes, dont elle est ville-centre,,. Par ailleurs la commune fait partie de l'aire d'attraction de Luxembourg (partie française), dont elle est une commune de la couronne,. Cette aire, qui regroupe 115 communes, est catégorisée dans les aires de 700 000 habitants ou plus (hors Paris),.

### Occupation des sols
L'occupation des sols de la commune, telle qu'elle ressort de la base de données européenne d’occupation biophysique des sols Corine Land Cover (CLC), est marquée par l'importance des territoires agricoles (39 % en 2018), en diminution par rapport à 1990 (44,4 %). La répartition détaillée en 2018 est la suivante : 
forêts (25,2 %), terres arables (23,1 %), zones urbanisées (17,6 %), cultures permanentes (12,6 %), milieux à végétation arbustive et/ou herbacée (10,5 %), eaux continentales (7,7 %), prairies (1,7 %), zones agricoles hétérogènes (1,6 %). L'évolution de l’occupation des sols de la commune et de ses infrastructures peut être observée sur les différentes représentations cartographiques du territoire : la carte de Cassini (XVIIIe siècle), la carte d'état-major (1820-1866) et les cartes ou photos aériennes de l'IGN pour la période actuelle (1950 à aujourd'hui).

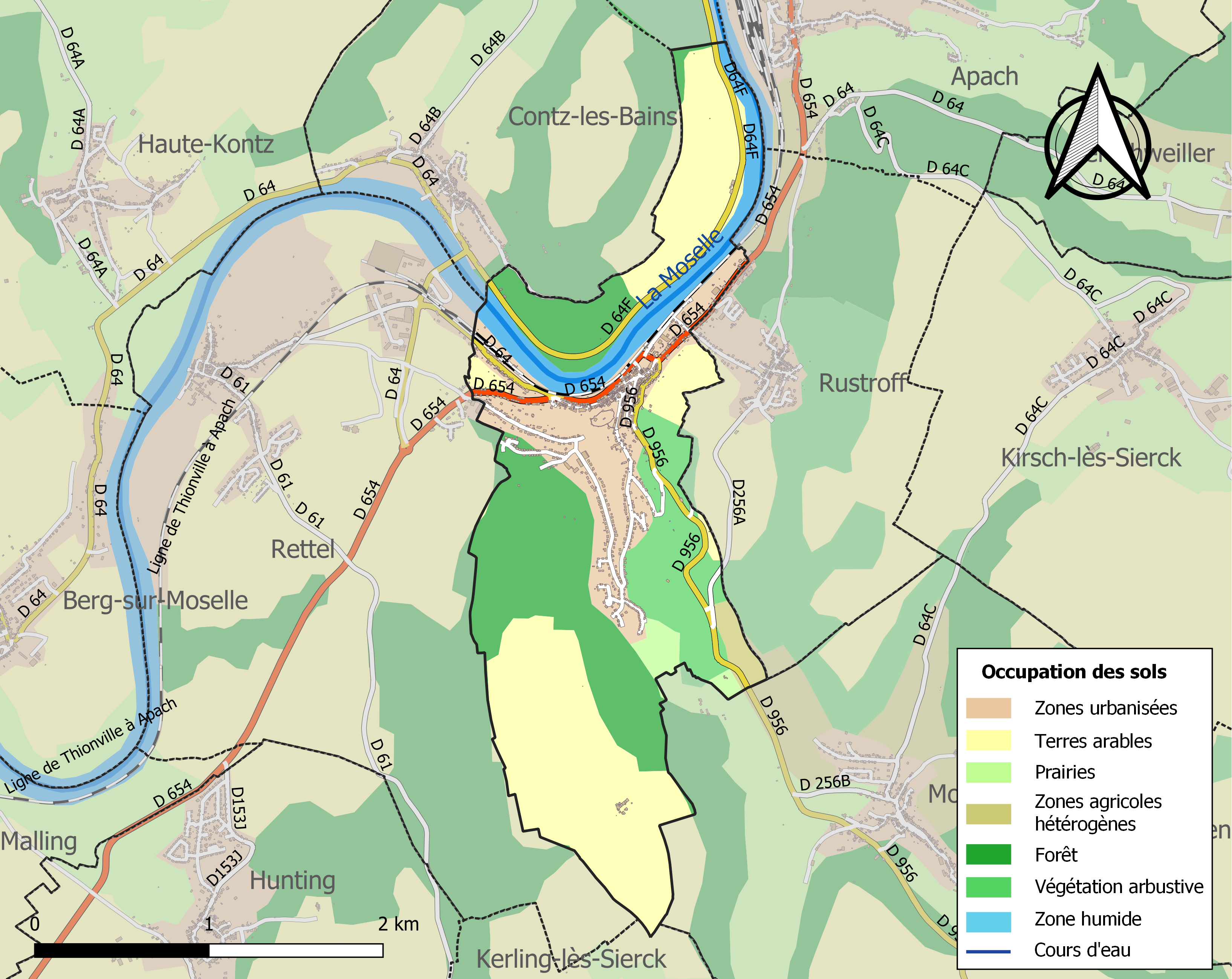
Carte des infrastructures et de l'occupation des sols de la commune en 2018 (CLC).

## Toponymie
- En francique lorrain : Siirk[20] et Sëréck[21].
- Anciens noms[22],[23] : Sericum et Sirke Castellum (1036), Circum Castrum (1067), Sirche et Sierkeis (1155), Sierkgt et Sirkes (1208), Surkes (1210), Sirkes et Cirkes (1305), Sierkes (1308), Cirques (1341), Sicker (1355), Sirk (1409), Sierks (1412), Siercls/Sierche/Sierez/Sierkz (1436), Sirck (1460), Zirck (1501), Sirque (1585), Siergues et Sierques (1594), Sirick et Syrck (XVIIe siècle), Circle et Ciercle (1628), Sierqc (1632), Cierques et Siricium (1635), Ziercq (1636), Sircq (1660), Cierq (1665), Sierques bas (1724), Sierk/Cirque/Sirca/Sircum (1756), Sierck (1793 et 1801), Bad Sierck (1871-1918).
- Par la suite, la ville a porté le nom de Sierck-sur-Moselle jusqu'au 23 juillet 1936. La nouvelle appellation fait référence à la courte existence au XIXe siècle d'un petit établissement thermal situé en face de l'emplacement de la gare actuelle.

### Microtoponymie
- Kœnigsberg : Konigsberg (1716), La Cense de Konisberg (1756)[22], Kœnigsberg (XIXe siècle). Kinsbuerg et Kinsbuergerhaff en francique lorrain.
- Rudling : Redlingen (1267)[24], Rodingen (1594), Ruedlingen (XVIIe siècle)[22].
- Marienfloss : Bruch alias Mariensflosse (1594), Marieflus (1606), Merienflosz (1625), Mariflos (1633), Marienflusz (1643)[22].

### Sobriquets
- Anciens sobriquets désignant les habitants : Di Siirker Ieselen (Les ânes de Sierck)[25].

## Histoire

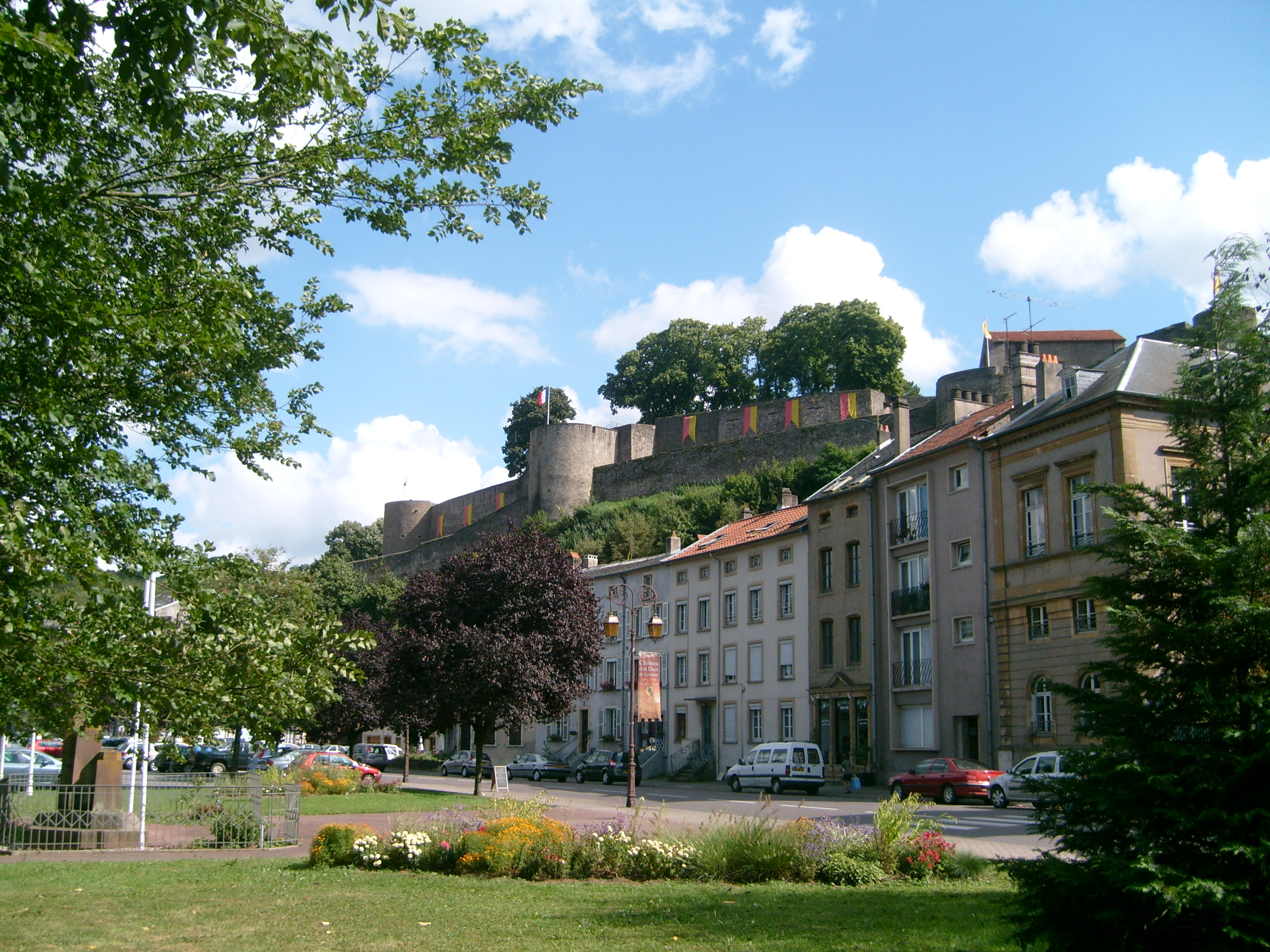
La rue principale de Sierck-les-Bains surplombé par son château fort.

D'après certains auteurs, le nom de Sierck serait d'origine romaine, pourtant aucune découverte de cette époque n'y a été faite. N’est admise aujourd'hui que l'acception des mots latins circum et circulus correspond à la situation géographique de la localité bâtie sur la partie convexe d'un méandre de la Moselle à son confluent avec le ruisseau de Montenach. En fait circum est du latin médiéval et non pas du latin antique. La langue vieux haut allemand s'écrivait jadis aussi en latin médiéval. Le vieux haut allemand zirki (cercle) a été retranscrit en circum mais aussi en Sirke, Sirche etc..  Cette position, face à la colline du Stromberg, aux portes du Luxembourg et de l'Allemagne, justifie la présence d'un château fort qui semble avoir précédé la ville. [évasif]On situe leur construction au Xe ou XIe siècle. À cette époque, Sierck qui dépendait des archevêques-électeurs de Trèves devint possession du duc Gérard Ier de Lorraine et le resta jusqu'au traité de Vincennes en 1661 avec toutefois quelques interruptions.
Les origines de la famille de Sierck sont incertaines. Certains l'estiment issue de celle d'Ardenne, en la reliant à l'histoire du château. Quoi qu'il en soit, elle apparaît au Xe siècle et s'éteint vers 1530. C'est sous l'autorité de cette famille que la cité connut son plus grand développement, tant du point de vue économique qu'architectural. Certains de ses membres occupèrent de hautes fonctions religieuses, ce qui ne fut pas sans importance pour la ville. Il faut citer à ce titre Jean de Sierck, évêque d'Utrecht puis de Toul, mort en 1305 et Jacques de Sierck, archevêque de Trèves fondateur de l'université de cette ville, mort en 1456. C'est à Sierck que se réfugie la duchesse de Lorraine Marguerite de Bavière, lasse de la vie extra-conjugale de son mari le duc Charles II de Lorraine. Sous la conduite du chartreux Adolphe d'Essen, elle y développera la dévotion au Rosaire appelé à un grand succès notamment auprès des dominicains et soutint la fondation de la chartreuse de Marienfloss.
En 1285, Ferri de Sierck est présent au tournoi de Chauvency-le-Château, qui a lieu près de Montmédy, et joute contre Millet de Thil.
C'est en 1295, lorsque Ferry III de Lorraine lui octroie une charte d'affranchissement, que la ville s'entoure d'une enceinte fortifiée, l'arrière des maisons donnant sur la Moselle formant barrière défensive. Jusqu'à la fin du XVIIIe siècle le bourg ne sortira guère des limites ainsi fixées. Les rues s'organisent suivant deux axes imposés par les cours d'eau. De la Porte de Trèves au nord-est à la Porte de Thionville au sud-ouest, la Grand' Rue suit la courbe du méandre de la Moselle, tandis que les rues du Moulin et des Tanneries bordent le ruisseau de Montenach de la Porte des Broches à la place du Vieux-Marché. Arnould VI de Sierck fut à l'origine de plusieurs édifices majeurs de la région : le château de Meinsberg (commune de Manderen), longtemps résidence principale de la famille de Sierck, l'ancienne église de Contz-les-Bains, et à Sierck, la reconstruction presque complète du château, l'édification de l'église justifiant entre autres son érection en paroisse au milieu du XVe siècle.
La prospérité de la ville, jusqu'à la guerre de Trente Ans, avait favorisé l'exercice de nombreuses activités commerciales et artisanales. Les maisons et boutiques que bouchers, drapiers, tanneurs firent construire du XVe au XVIIe siècle, donnent encore aujourd'hui son caractère à la ville. Les fortifications ayant perdu de leur intérêt stratégique à la fin du XVIIIe siècle, un quai fut construit le long de la Moselle à partir de 1785 pour assainir la ville basse et faciliter la circulation ; les façades se tournèrent vers la rivière et les portes furent abandonnées ou détruites. La ville put alors s'étendre.
En 1661, la commune qui faisait partie du bailliage d'Allemagne, est cédée à la France via le traité de Vincennes. La même année, la prévôté royale de Sierck est créée par édit du mois de novembre. Ses appellations ressortissaient au bailliage de Thionville et elle était régie par la coutume de Lorraine.
Chef-lieu de canton de 1790 à 2015, Sierck fait partie de celui de Launstroff de 1802 à 1806. Les bombardements de 1944 détruisent toutes les maisons de la rue des Juifs et l'hôtel de ville. Sierck-sur-Moselle ne devient que tardivement Sierck-les-Bains. La nouvelle appellation fait référence à la courte existence au XIXe siècle d'un petit établissement thermal à l'emplacement de la gare actuelle. Aujourd'hui, si le commerce et l'artisanat restent les activités principales de cette petite ville, la qualité de son patrimoine l'autorise à envisager un développement du tourisme sans doute important pour son avenir.
Un habitant a été admis parmi les 4 281 Justes parmi les nations de France pour avoir sauvé des personnes juives persécutées par le régime nazi et le gouvernement de Vichy : Nicolas Duhr, secrétaire de la mairie de Sierck-les-bains, résistant, chef du réseau local, responsable de la région du Poitou. Sa fonction à la mairie lui permit de procurer des faux papiers à des persécutés, notamment Marcel Marx.

Panorama de Sierck-les-Bains vue depuis le Stromberg 180°.

## Politique et administration

### Budget et fiscalité 2021

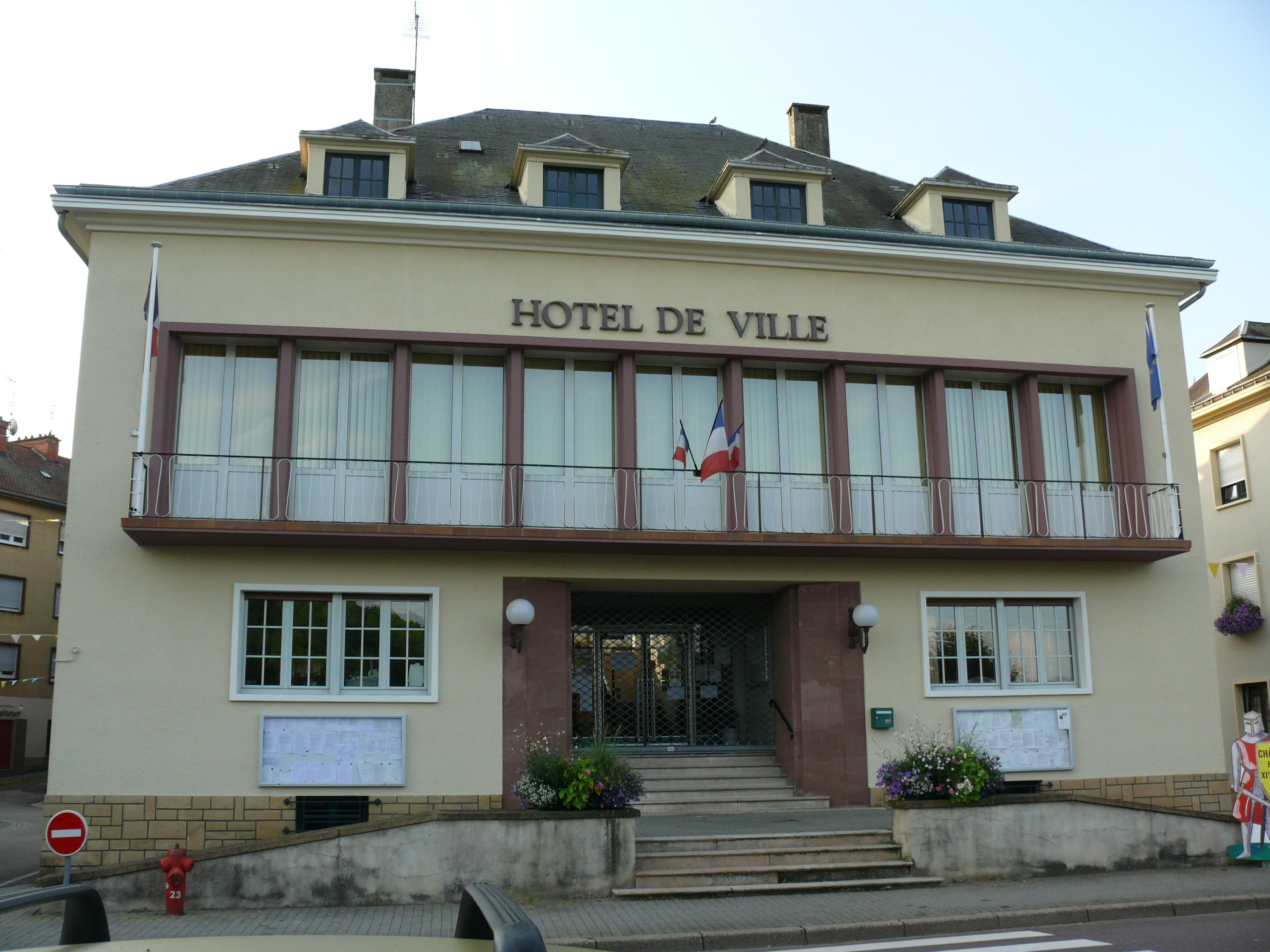
L'hôtel-de-ville.

En 2021, le budget de la commune était constitué ainsi :
- total des produits de fonctionnement : 1 593 000 €, soit 891 € par habitant ;
- total des charges de fonctionnement : 1 601 000 €, soit 895 € par habitant ;
- total des ressources d’investissement : 358 000 €, soit 200 € par habitant ;
- total des emplois d’investissement : 885 000 €, soit 495 € par habitant.
- endettement : 2 326 000 €, soit 1 301 € par habitant.

Avec les taux de fiscalité suivants :
- taxe d’habitation : 13,43 % ;
- taxe foncière sur les propriétés bâties : 30,66 % ;
- taxe foncière sur les propriétés non bâties : 55,26 % ;
- taxe additionnelle à la taxe foncière sur les propriétés non bâties : 0,00 % ;
- cotisation foncière des entreprises : 0,00 %.

Chiffres clés Revenus et pauvreté des ménages en 2020 : Médiane en 2020 du revenu disponible, par unité de consommation : 26 490 €.

## Population et société

### Démographie

#### Évolution démographique
L'évolution du nombre d'habitants est connue à travers les recensements de la population effectués dans la commune depuis 1793. Pour les communes de moins de 10 000 habitants, une enquête de recensement portant sur toute la population est réalisée tous les cinq ans, les populations de référence des années intermédiaires étant quant à elles estimées par interpolation ou extrapolation. Pour la commune, le premier recensement exhaustif entrant dans le cadre du nouveau dispositif a été réalisé en 2007.

En 2022, la commune comptait 1 769 habitants, en évolution de +2,08 % par rapport à 2016 (Moselle : +0,52 %, France hors Mayotte : +2,11 %).
| 1793  | 1800  | 1806  | 1821  | 1836  | 1841  | 1861  | 1866  | 1871  |
| ----- | ----- | ----- | ----- | ----- | ----- | ----- | ----- | ----- |
| 1 160 | 1 310 | 1 348 | 2 268 | 2 034 | 2 189 | 2 273 | 2 390 | 2 060 |

| 1875  | 1880  | 1885  | 1890  | 1895  | 1900  | 1905  | 1910  | 1921  |
| ----- | ----- | ----- | ----- | ----- | ----- | ----- | ----- | ----- |
| 1 811 | 1 253 | 1 179 | 1 276 | 1 188 | 1 231 | 1 325 | 1 338 | 1 183 |

| 1926  | 1931  | 1936  | 1946  | 1954  | 1962  | 1968  | 1975  | 1982  |
| ----- | ----- | ----- | ----- | ----- | ----- | ----- | ----- | ----- |
| 1 486 | 1 577 | 1 641 | 1 372 | 1 651 | 1 777 | 1 471 | 1 583 | 1 665 |

| 1990  | 1999  | 2006  | 2007  | 2012  | 2017  | 2022  | - | - |
| ----- | ----- | ----- | ----- | ----- | ----- | ----- | - | - |
| 1 825 | 1 872 | 1 730 | 1 710 | 1 681 | 1 755 | 1 769 | - | - |

### Enseignement
- École maternelle : Rustroff, Contz-les-Bains[40].
- École primaire.
- Collège[41].

Établissements d'enseignements proches :
- Lycées à Thionville.

### Santé
Professionnels et établissements de santé:
- Médecins.
- Pharmacies à Sierck-les-Bains, Koenigsmacker, Koenigsmacke.
- Hôpitaux à Saint-François à Marange-Silvange[43], Thionville, Algrange.

### Sports
La commune accueille des associations sportives, dont :
- Association Sierckoise de Tir (AST)[44].
- Alliance Judo Koenigsmacker Sierck-les-Bains;
- Club de Pétanque des Trois Frontières;
- Sierck Futsal Club;
- Sports et Loisirs du Pays Sierckois;
- Tennis Club du Val Sierckois[45].

## Économie

### Entreprises et commerces

#### Agriculture
- Vignoble en appellation d’origine contrôlée Moselle[46]

#### Tourisme
- Terrain de camping et parcs pour caravanes ou véhicules de loisirs à Sierck-les-Bains.
- Hébergements et restauration à Apach, Montenach; Merschweiller, Cattenom.

#### Commerces
- Commerces et services.
- Ancienne faïencerie[47].
- Ancienne tannerie[48].
- Carrière de quartzite de Sierck.

## Culture locale et patrimoine

### Linguistique
Le dialecte francique de Sierck-les-bains fait partie d'une petite zone linguistique, composée d'Apach, Belmach, Rustroff et Sierck, qui a des différences notables avec les dialectes de Merschweiller, Rettel et Schengen.

### Lieux et monuments

#### Édifices civils

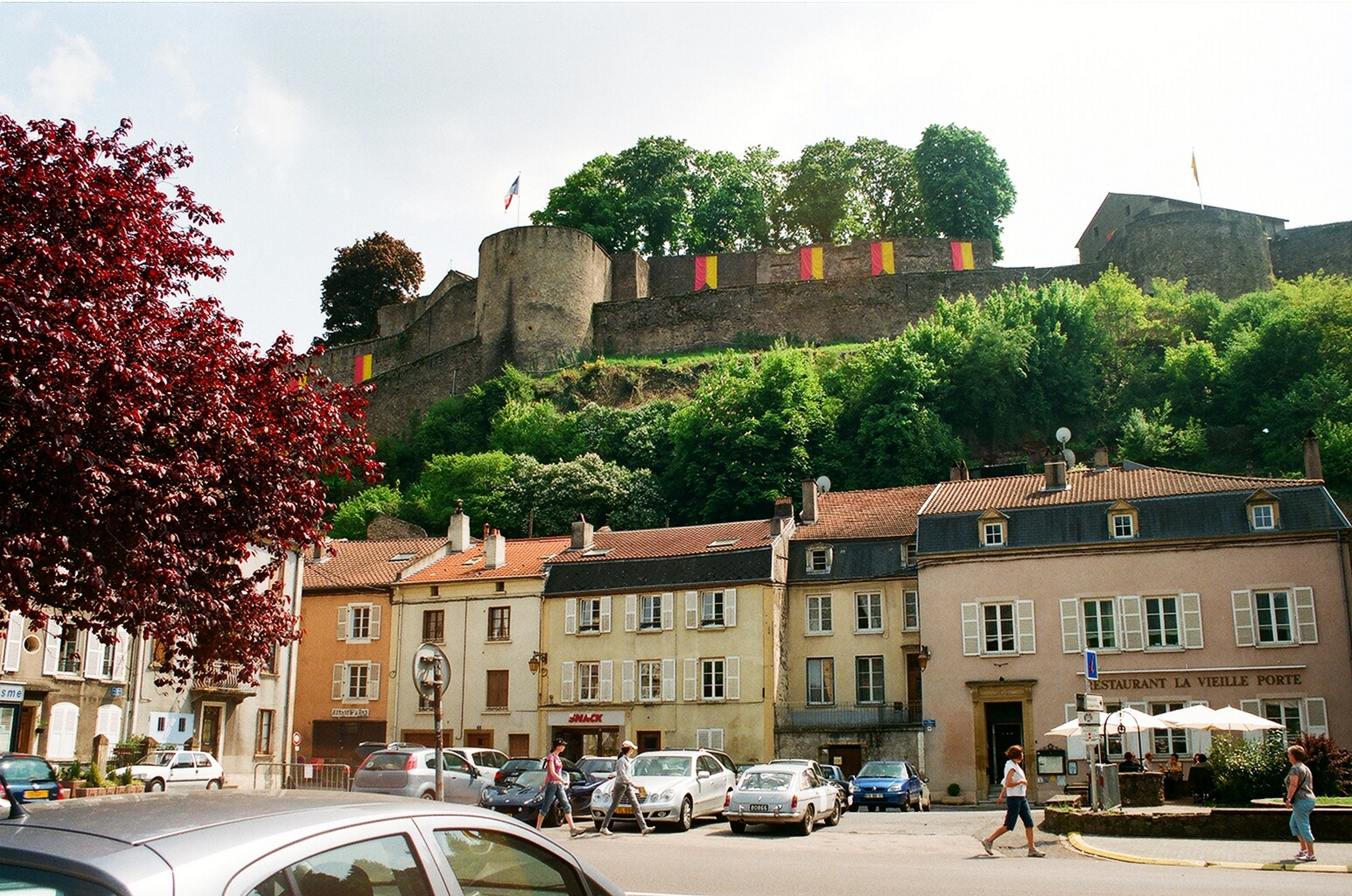
Château des ducs de Lorraine.
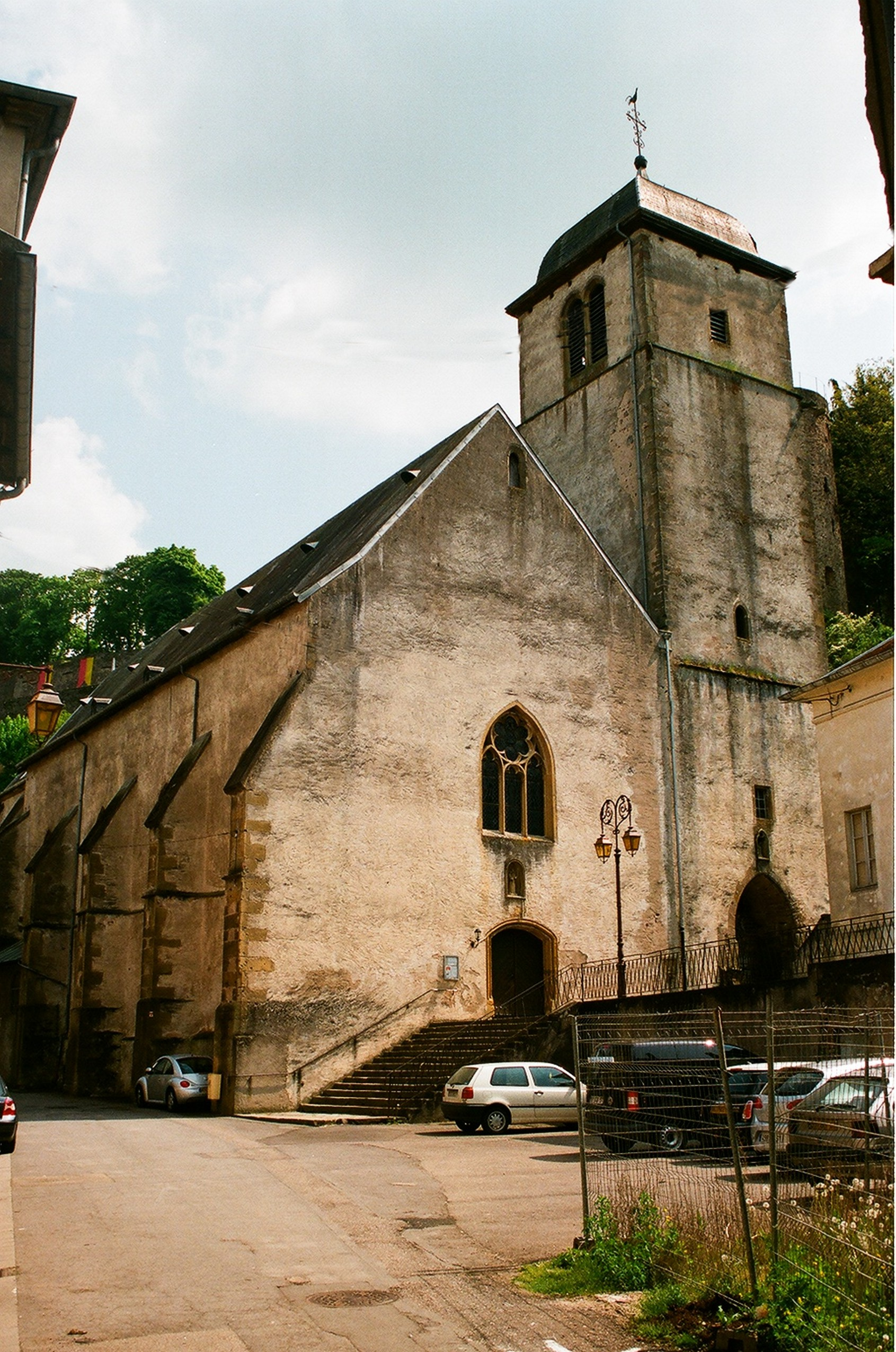
Église de la Nativité-de-la-Bienheureuse-Vierge-Marie.
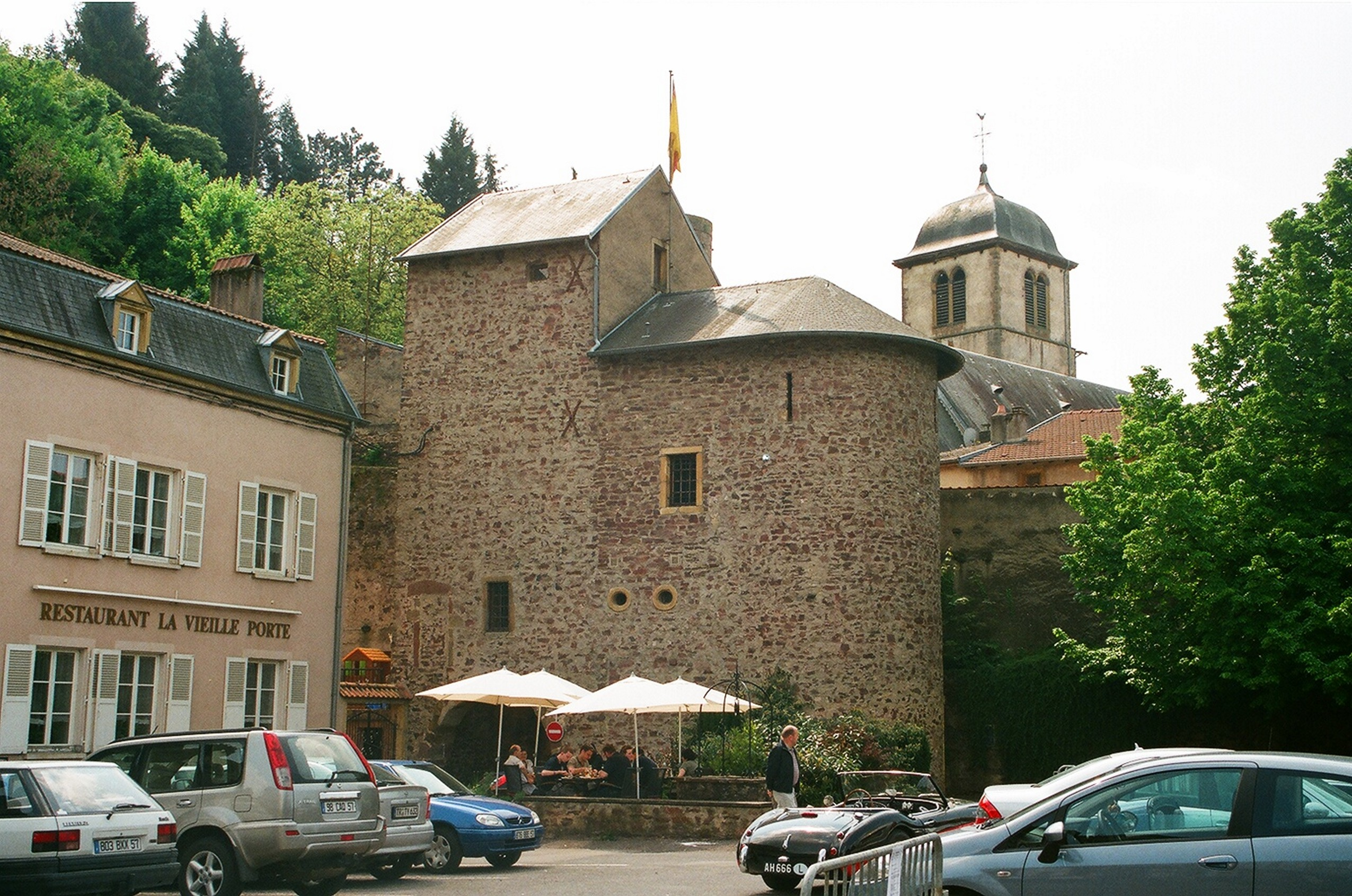
Tour de l'Horloge.
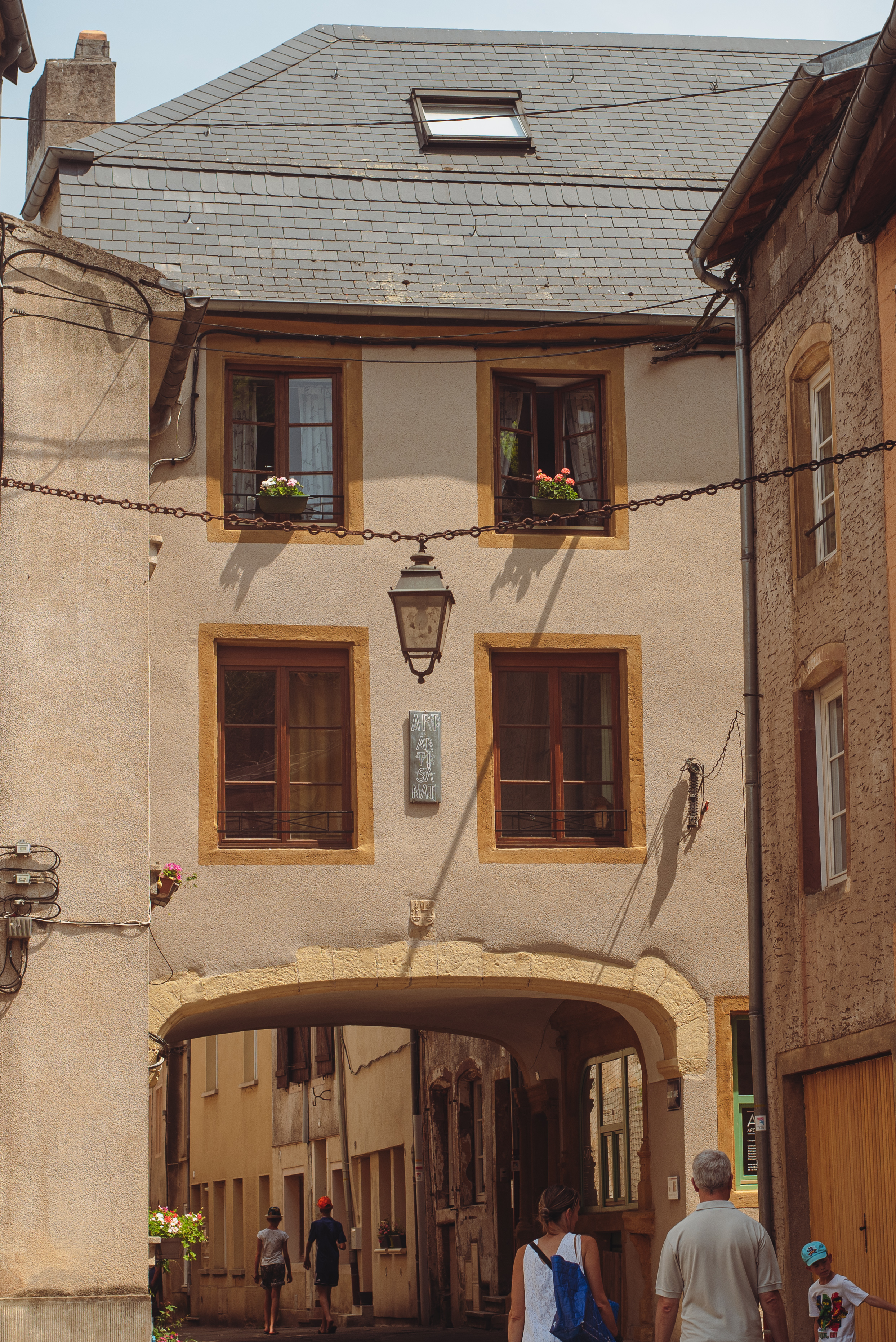
Maison Kreuder.
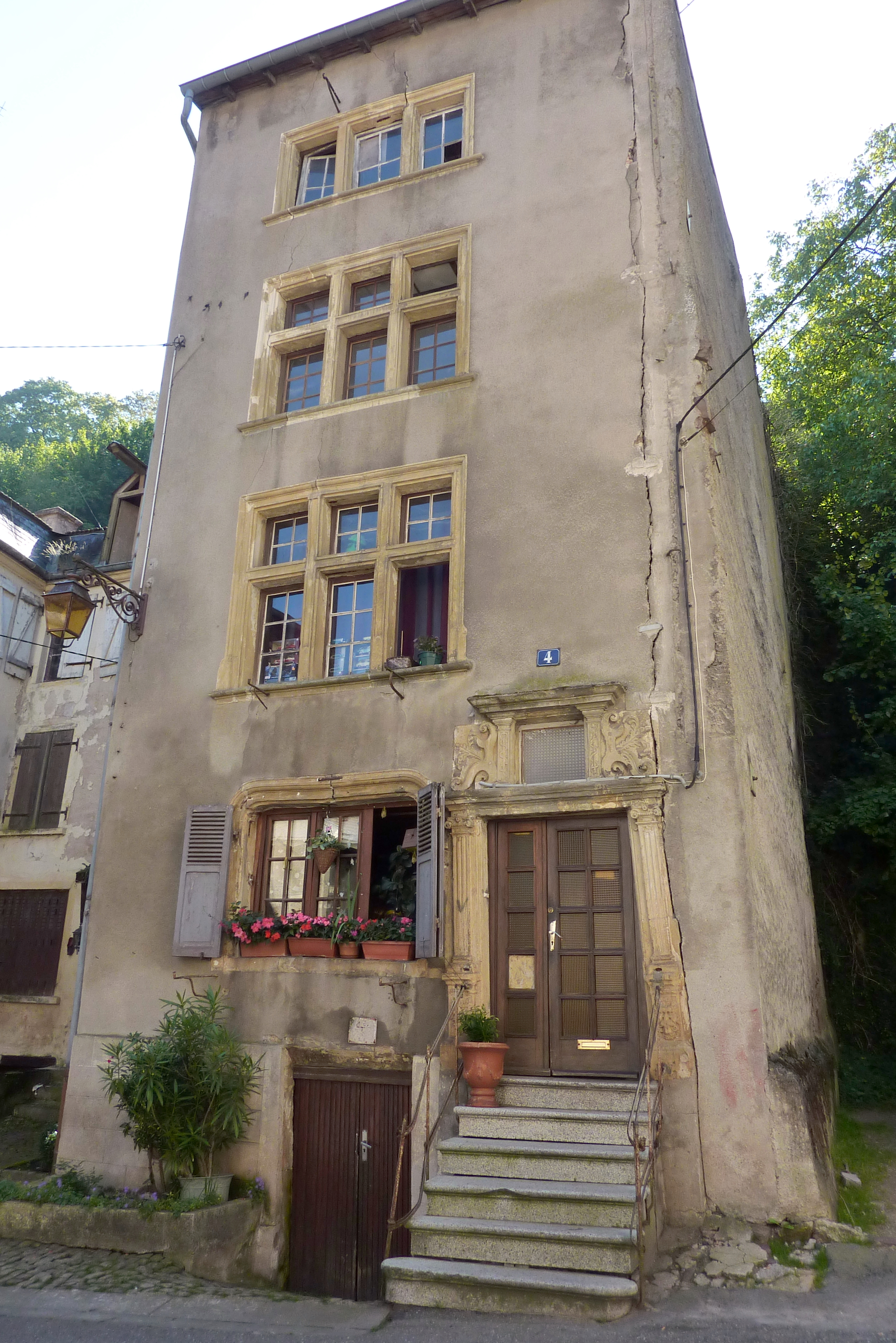
Maison, 4 rue de la Tour de l’Horloge.

- Vestiges gallo-romains.
- Le château des ducs de Lorraine XIIe siècle, remplace un château plus ancien[50], la salle voûtée en ruine appelée salle des Chevaliers a été construite au XIIe siècle, ou au XIIIe siècle ; l'ensemble des fortifications au XVe siècle ; la tour de batterie vers 1670 ; le magasin à poudre et les magasins datent de la 1re moitié XVIIIe siècle, il ne reste que les fortifications et les remparts, reconstruits XVe siècle, remaniés XVIIe siècle, endommagés pendant la guerre[51].
- Fortification d'agglomération[52], construite 4e quart XIIIe siècle sous l'impulsion du duc Ferry III, agrandie au sud 2e moitié XIVe siècle. La nouvelle porte de Trèves, au nord, est construite en 1732. En 1734, l'ancienne porte de Trèves est détruite, et la porte Neuve précédée d'un tambour et de deux fausses braies. Toutes les portes sont abandonnées ou détruites lors de la construction du quai le long de la Moselle en 1784. Armoiries
- Porte dite Tour de l'Horloge[53] XIIIe siècle ou XIVe siècle, faisant partie de la 1re enceinte fortifiée, transformée en prison ; repercée au XVIe siècle; puis au XIXe siècle ; restaurée et transformée en musée au XXe siècle.
- Hôtel de ville[34], construit au XVe siècle, réparé en 1699, endommagé lors de la crue du ruisseau de Montenach en 1750, reconstruit de 1778 à 1781 en conservant la tour du XVe siècle. Détruit lors des bombardements de 1940
- Ancien tribunal, construit durant le 4e quart du XIXe siècle, qui a fonctionné jusqu'au rattachement de la Moselle à la France en 1920, actuellement maison[54].
- Le château de Rudlingen (Rédléngerschlass en francique lorrain). À l'origine, c'est un domaine producteur de vin romain (Rodelinga in pago muslense) muni d'un clocher de guette pour annoncer le passage d'embarcations sur la route de Trèves à Thionville qui devient, en 1282, une propriété des seigneurs de Sierck[réf. nécessaire]. Une autre source indique la possible propriété du château et de son domaine aux Ducs de Lorraine sur la même période[55]. La bâtisse, de la fin du XVIIIe siècle, est aujourd'hui une propriété privée dont le domaine arrive jusqu'à la frontière luxembourgeoise et est composé de plusieurs hectares de forêt, de vignoble, de vergers et de jardins qui entourent le château.
- Tour des Sorcières[56].
- Porte Neuve[57].
- Ancienne cense de Koenigsberg[58] : portail d'entrée, maison du Métayer, puits monumental.
- Vieilles rues XVIe siècle et XVIIe siècle.
- Maison Berweiller (1624), rue de l’Horloge, qui fait l’objet d’un arrêté de péril[59]
- Les quais au bord de la Moselle.
- Pont[60].
- Le parc Valette[61].

#### Édifices religieux

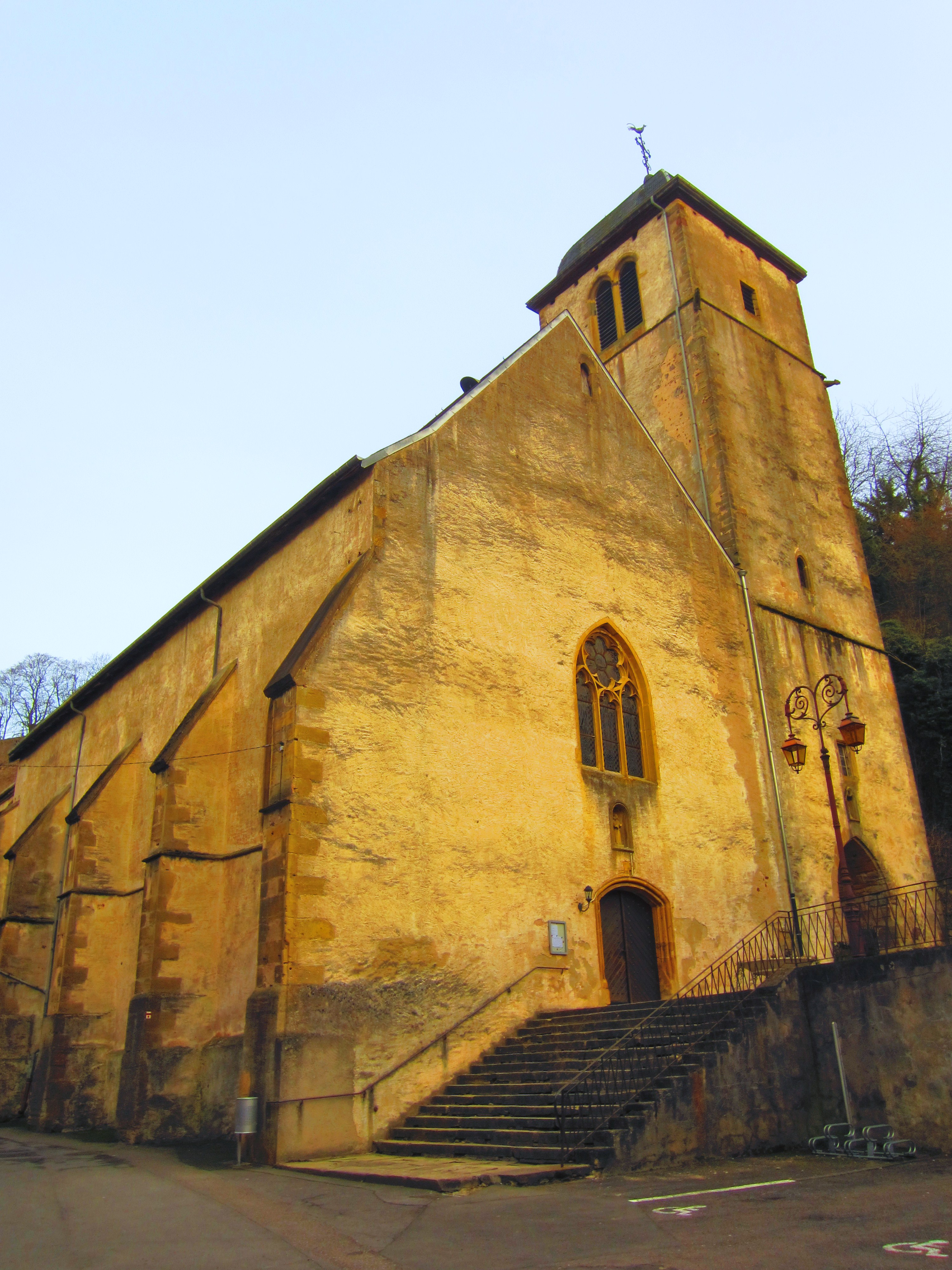
Église de la Nativité-de-la-Bienheureuse-Vierge-Marie.
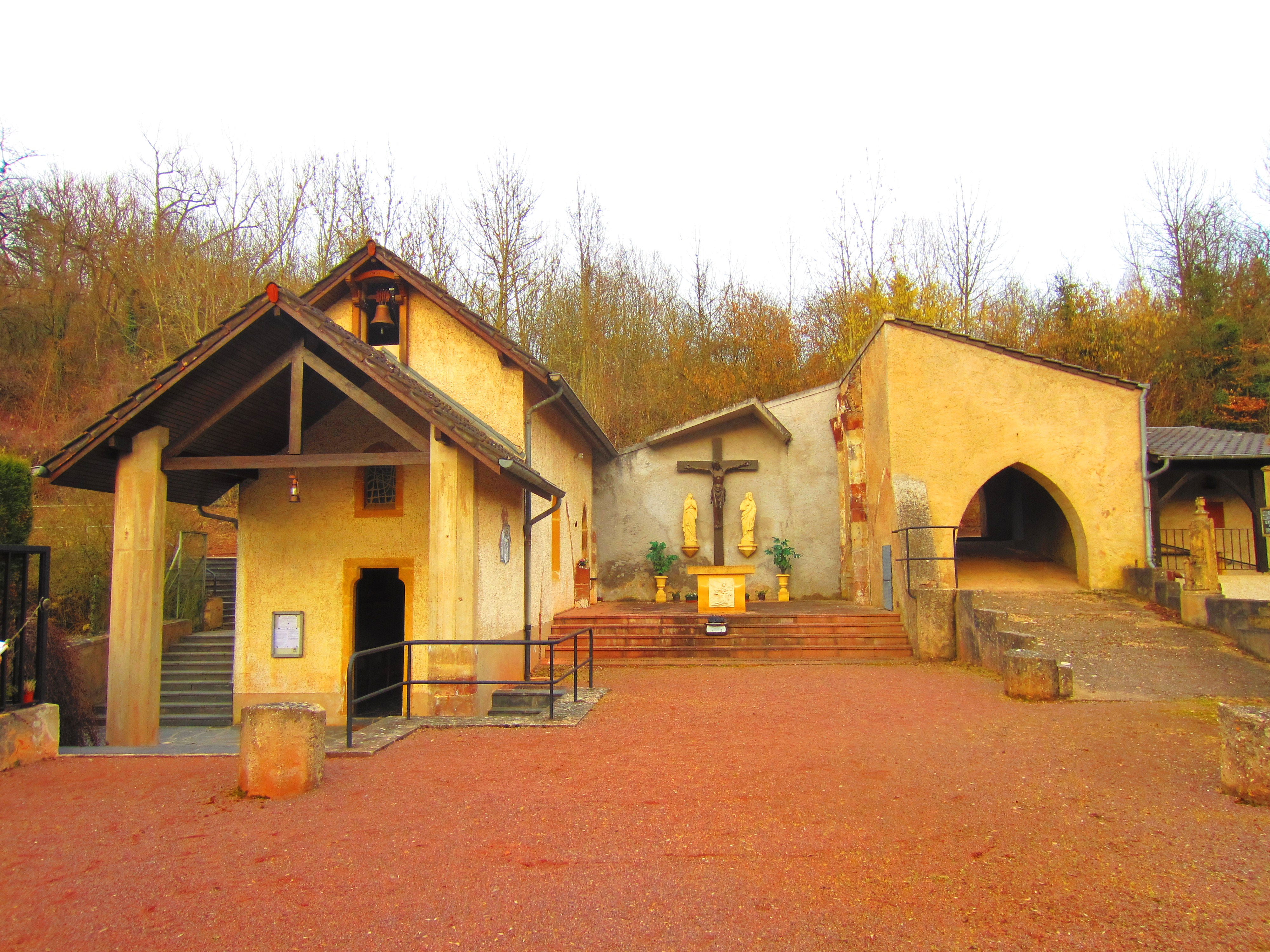
Chapelle de Marienfloss[62].
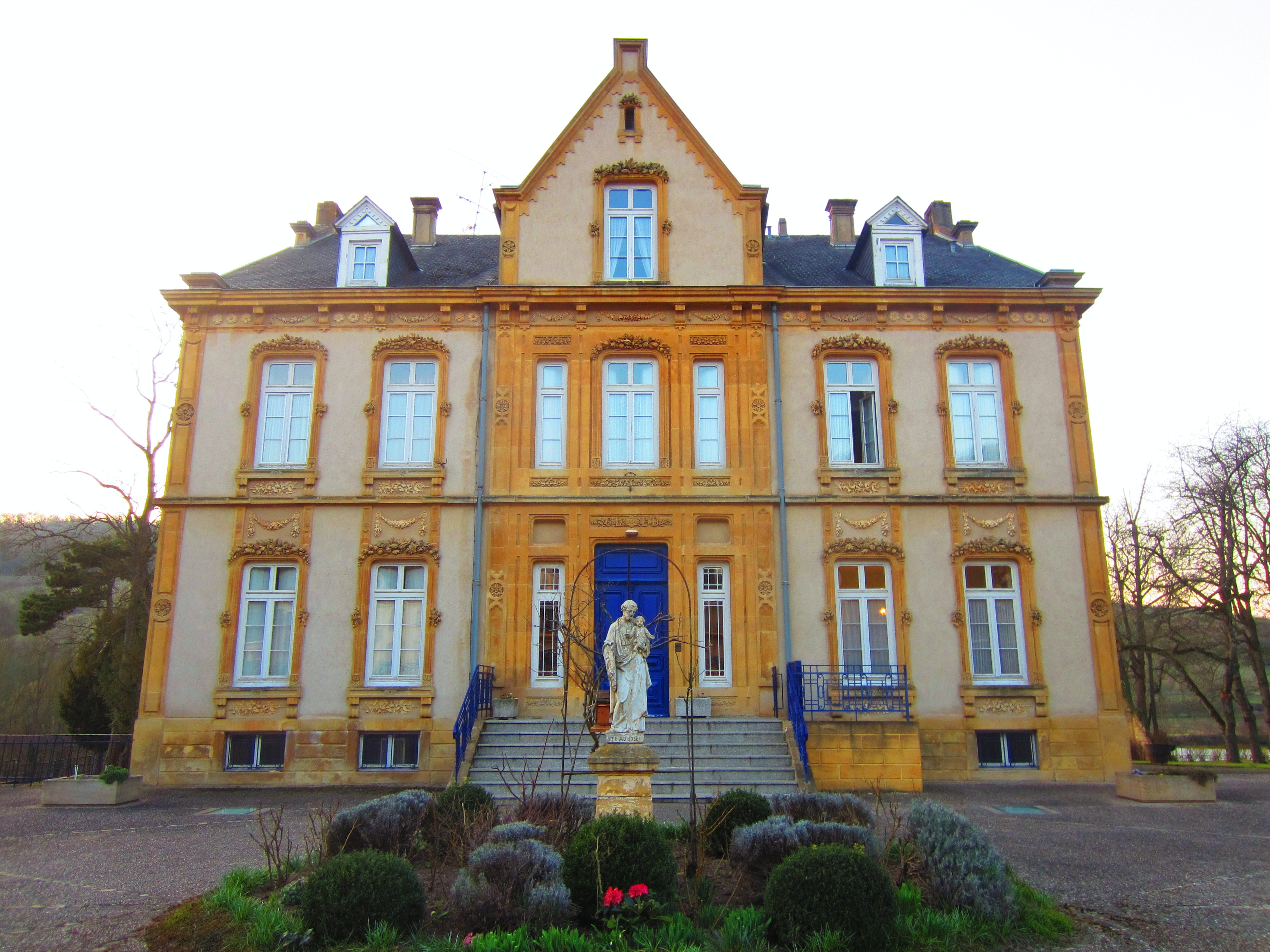
Couvent dominicain.
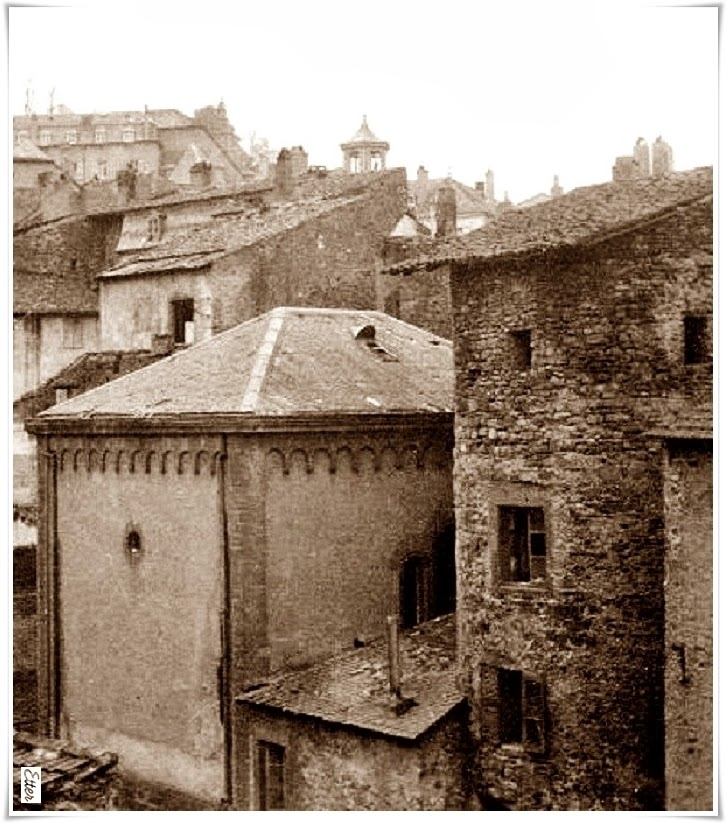
Synagogue détruite en 1940.
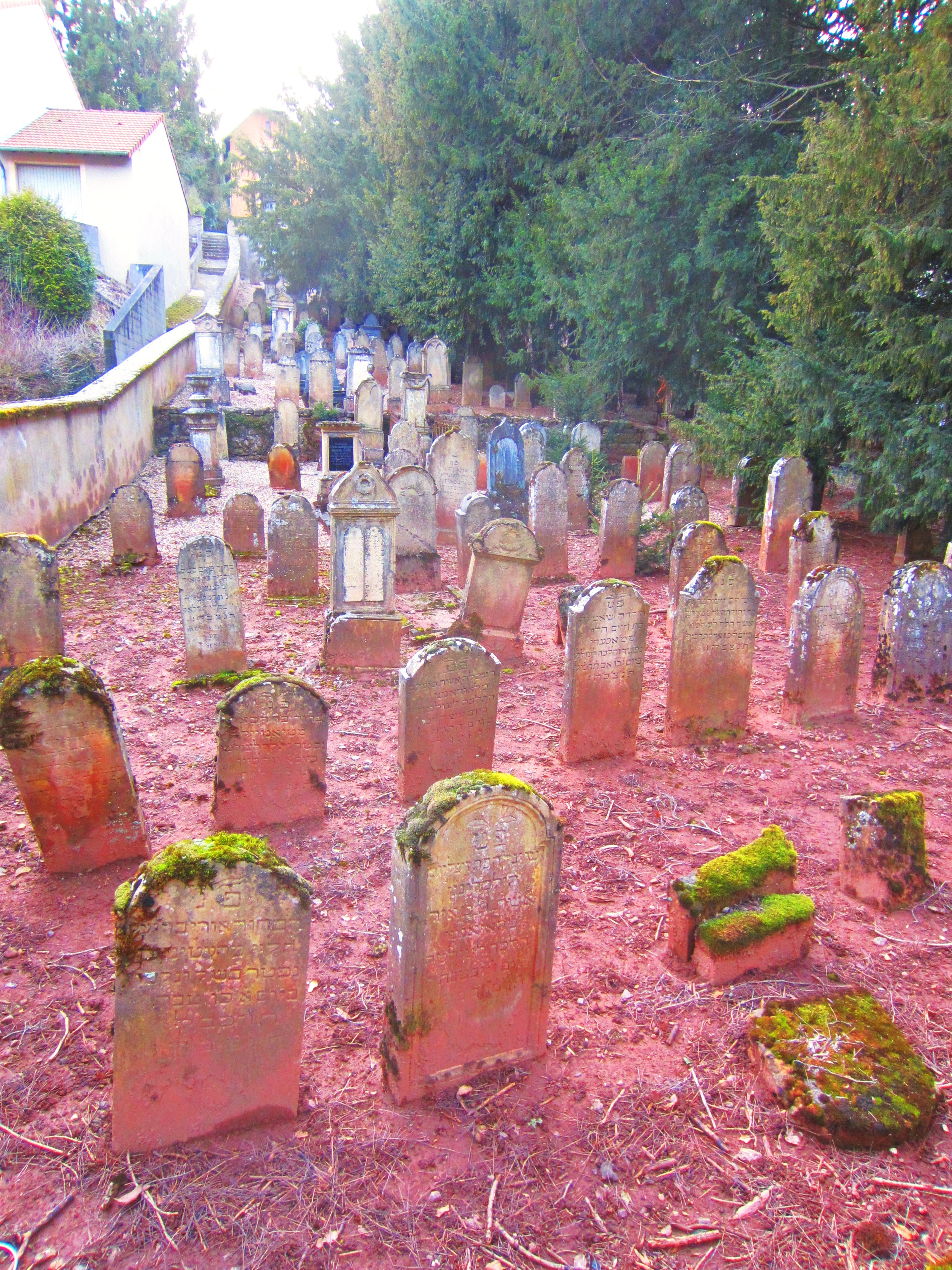
Cimetière israélite.

- Église paroissiale de la Nativité-de-la-Bienheureuse-Vierge-Marie[63]. Une chapelle est fondée en 1236 pour les chevaliers teutoniques par le duc de Lorraine, Mathieu II : c'est l'actuelle sacristie. Chœur et nef construits fin 2e quart XVe siècle à l'initiative d'Arnould VI de Sierck (1386-1454). Tour clocher datée 1492, remploi du portail de la chapelle du couvent de récollets (daté 1634), dans la dernière travée de la nef, côté sud. Armoiries de la famille de Sierck.

Orgue Haerpfer-Erman (1962) - Michel Gaillard (1991).
- Portail des Récollets 1633. Couvent de Récollets[65], à l'emplacement d'une chapelle Sainte-Marie-Madeleine, le couvent fut fondé en 1633, la première pierre posée le 23 mai 1633. La porte de la chapelle, aujourd'hui remontée dans l'église paroissiale de Sierck, porte la date 1634. La porte de la crypte portait la date 1659. La porte du couvent portait la date 1725. La construction est reprise à la limite du XVIIIe siècle et du XIXe siècle. En 1792 les Récollets sont expulsés. Les bâtiments sont transformés en collège en 1826. En 1930 les frères maristes s'y installent. Le couvent a été complètement détruit en 1978.
- Chapelle de Marienfloss (XIIIe siècle)[66] située sur l'emplacement d'un ancien couvent cistercien. Ce lieu deviendra au XVe siècle, par l'action du moine Adolphe de Essen, de son second Dominique "le Prussien"  et de Marguerite de Bavière, duchesse de Lorraine, le berceau des mystères du Rosaire. Abbaye de Cisterciennes, de Chartreux[67], fondée en 1238 par Mathieu II de Lorraine, duc de Lorraine. Elle abrita successivement des cisterciennes de 1238 à 1414, des chartreux de 1415 à 1431, des chanoines prébendés de 1432 à 1639. Détruite en 1640 à l'exception de l'église qui sera démolie en 1792. Les vestiges, transformés en chapelle, ont été restaurés en 1963.
- Couvent dominicain, ancienne faïencerie qui passa en 1932 aux sœurs de l’ordre de Saint-Dominique de Rettel-lès-Sierck.
- Ancienne synagogue construite vers 1850, située rue des Juifs, actuellement passage de l'Ancienne-Synagogue, détruite en 1940[68],[69].
- Les monuments aux morts de Sierck (guerre de 1870[70], Première et Seconde Guerres mondiales mais également un monument rare dédié aux morts allemands situé dans le cimetière).
- Cimetière communal[71].
- Cimetière israélite, premier en 1620 dans les fossés du château, le second de 1720 et le troisième de 1820[72]. Un ouvrage a été publié en 2018 sur ce troisième cimetière, détaillant les 120 tombes et donnant des renseignements généalogiques sur les personnes enterrées[73].

### Une apparition du visage du Christ?
Le 31 août 1985, une tache d'humidité évoquant un visage apparaît sur le mur du premier étage d'un bâtiment de la Grand-Rue. Le soir-même, un artisan nommé Paul Huther reconnaît dans ce visage celui du Christ. Rapidement, le bouche à oreille, relayé par les médias régionaux puis nationaux, attire plusieurs milliers de visiteurs et « pouss[e] en masse les fidèles vers le confessionnal ». L'évènement est ensuite peu à peu oublié, jusqu'au trentième anniversaire de l'évènement, en 2015, qui le remet en lumière, la tâche étant toujours présente. Toujours visible en 2020, le Christ de Sierck-les-Bains continue d'attirer des curieux et des pèlerins et est considéré par les habitants comme faisant partie de leur patrimoine.

### Festivités
- Le festival du Chat Noir (évènement musical des trois frontières : Allemagne, Luxembourg, France).
- La Saint-Jean, une roue en flamme dévale le Stromberg pour finir dans la Moselle[76],[77].

### Personnalités liées à la commune
- François Louis Lanfant (1814-1892), peintre et dessinateur, né à Sierck[78].
- Louis Billot (1846-1931), né à Sierck. Prêtre jésuite français, théologien, professeur à l'Université grégorienne, et cardinal.
- Jean-Vincent Scheil (1858-1940), assyriologue, qui a traduit le Code de Hammurabi, a étudié au collège de Sierck.
- Nicolas Charton (1859-1923), propriétaire d'un domaine, maire et membre du Reichstag.
- Joseph Léon Heckmann dit Alcib Mario (1870-1945), né à Sierck. Il a débuté comme organiste à l'église paroissiale Saint-Maximin de Thionville (Moselle), puis est devenu le fameux pianiste du cabaret artistique "Les Noctambules" à Paris dans le Quartier Latin. Compositeur de musique, il est l'auteur de nombreuses chansons populaires. Mort à Paris (2e arr.), il repose au cimetière du Père-Lachaise (53e division)[réf. nécessaire].

### Héraldique
| Blason de Sierck-les-Bains | Blason  | D'or à la bande de gueules chargée de trois coquilles d'argent posées en bande. |
| Blason de Sierck-les-Bains | Détails | Ce sont les armoiries d'une maison de l'ancienne chevalerie de Lorraine qui s'est éteinte à la fin du XVe siècle. La ville, après avoir donné son nom à cette famille, a repris à l'époque où les villes se composèrent des armoiries, les armes des seigneurs qui portaient son nom. Les armoiries sont similaires aux armoiries de la Lorraine, les coquilles sont une référence au pèlerinage de Saint-Jacques-de-Compostelle, sur le chemin duquel se trouve Sierck-les-bains. |

Jacques Bretel décrit les armoiries de Ferri de Sierck qui sont également représentées dans les miniatures du manuscrit d'Oxford. Pour plus de détails voir l'armorial du Tournoi de Chauvency.